# Černí baroni
Černí baroni jsou satirický román Miloslava Švandrlíka, odehrávající se v prostředí Pomocných technických praporů. Dílo ovšem vychází z reality Technických praporů (TP), nikoliv Pomocných technických praporů (PTP), která byla odlišná. Podtitul Válčili jsme za Čepičky upomíná na tehdejšího ministra obrany Alexeje Čepičku. Kniha se stala námětem pro úspěšný stejnojmenný film (1992) a také pro seriál (2003).

## Geneze díla
První vydání vyšlo v roce 1969 v nakladatelství Vysočina (Havlíčkův Brod).  V této podobě má román 17 kapitol a končí kapitolou, v níž se hlavní hrdina Kefalín, zoufalý z prodloužení služby o další rok, opije jablečným vínem. Druhé vydání bylo zabaveno, další vydání vycházela v zahraničí. V Československu se dílo šířilo samizdatově. Teprve vydání z roku 1990 (vyšlo v nákladu 300000 výtisků) má 29 kapitol. 

## Kontroverze
Faktem je, že Miloslav Švandrlík nikdy u Pomocných technických praporů nesloužil. Teprve roku 1953 narukoval do nástupnické organizace Technických praporů (TP). V těchto zařízeních již však byli přítomni i politicky spolehliví a celkové poměry byly snesitelnější. V PTP sloužili lidé z politických důvodů, nespolehliví, tedy za trest. V TP, kde sloužil Švandrlík, sloužili vojáci, kteří měli velmi sníženou zdravotní kvalifikaci, tedy ne za trest, ale proto, že je armáda nepřijala do bojových útvarů. Takže tito tzv. "štáckriplové" plnili hospodářské úkoly.
Knížka se stala velmi populární a pomohla do povědomí veřejnosti dostat samotný fenomén PTP/TP. Na druhou stranu vytvořila falešnou představu o PTP jako „veselé“ vojně plné absurdních situací s pologramotnými nadřízenými, kde vojákům nehrozilo žádné reálné nebezpečí. Realitou PTP však byly špatné ubytovací i pracovní podmínky a mnoho pracovních úrazů včetně smrtelných.
Bývalí pétépáci tento falešný obraz Švandrlíkovi často vytýkali. Autor na to reagoval slovy: „Technické prapory byly logickým pokračováním ‚pétépáků‘. Když jsem ve třiapadesátém roce narukoval, jinak se jim neřeklo… režim byl velice podobný jako u PTP, jenže ne už asi tak krutý, jako byl po osmačtyřicátém.“
Námětem blízké romány z tohoto období jsou například Škvoreckého Tankový prapor a Kunderův Žert.